# EBL
Fondée en 1998, EBL est une marque qui fabrique des piles alcalines, de piles rechargeables, chargeurs de piles rechargeables. EBL possède également un certain nombre de certifications telles que CE, ROHS, ETL, UL, UK et CA.

## Produits
EBL fabrique des piles AA, AAA, C, D, 9V. EBL aussi le meilleur sur la longévité de ces piles haute capacité en les destinant à être rechargées jusqu’à 1200 fois,. En outre, EBL fabrique des batteries 18650, qui sont utilisées pour les voitures électriques, les ordinateurs portables, les cigarettes électroniques, les lampes de poche à LED, etc., EBL produit également des chargeurs de batterie à 2, 4, 8 et autres chargeurs de batterie à plusieurs emplacements.